# Ústav pro péči o matku a dítě
Ústav pro péči o matku a dítě (neoficiálně nazýván jako Porodnice v Podolí nebo Podolská porodnice) je zdravotnické a výzkumné zařízení v městské části Podolí v Praze 4. Areál ústavu je součástí Pražské památkové rezervace a nachází se v něm památkově chráněná budova bývalé viniční usedlosti Neumanka.
V roce 2014 patřila podolská porodnice k nejoblíbenějším v Praze.

## Charakteristika

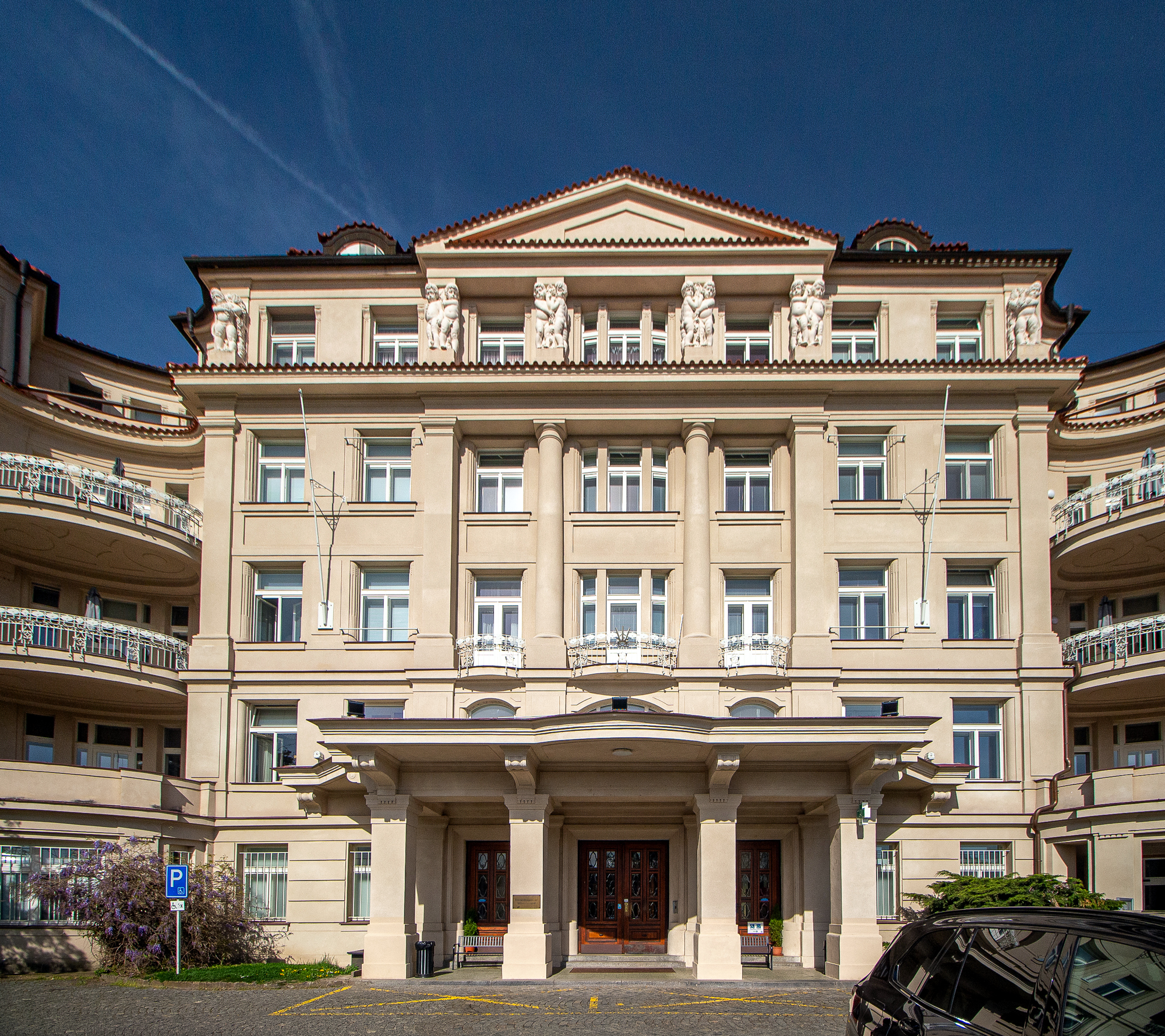
Vstupní část komplexu

Ústav se specializuje se na poskytování komplexní péče v oblasti porodnictví a neonatologie. V rámci zařízení se nachází taktéž perinatologické centrum. Posláním ústavu je poskytování specializované preventivní a léčebné péče o ženu, lidskou reprodukci a raný vývoj dítěte. Jedná se o příspěvkovou organizaci zřizovanou Ministerstvem zdravotnictví ČR.
Ústav sídlí v komplexu budov, které byly vystavěny před první světovou válkou na popud prof. MUDr. Rudolfa Jedličky. Autorem architektonického návrhu byl Rudolf Kříženecký. Dostavěn byl roku 1914 a ke slavnostnímu otevření došlo 28. června téhož roku, krátce před vypuknutím války. Původně zpočátku budova nesloužila jako porodnice, v době otevření ústavu zde bylo sanatorium. Porodnice určená pro rodičky z řad veřejnosti zde vznikla až v roce 1925.
K roku 2013 nemocnice prováděla jako jediná nemocnice ve střední Evropě operace nenarozených dětí s vývojovými vadami v těle matky v rámci činnosti Centra fetální medicíny. Současným ředitelem ústavu je doc. MUDr. Jaroslav Feyereisl, CSc.

## Historie

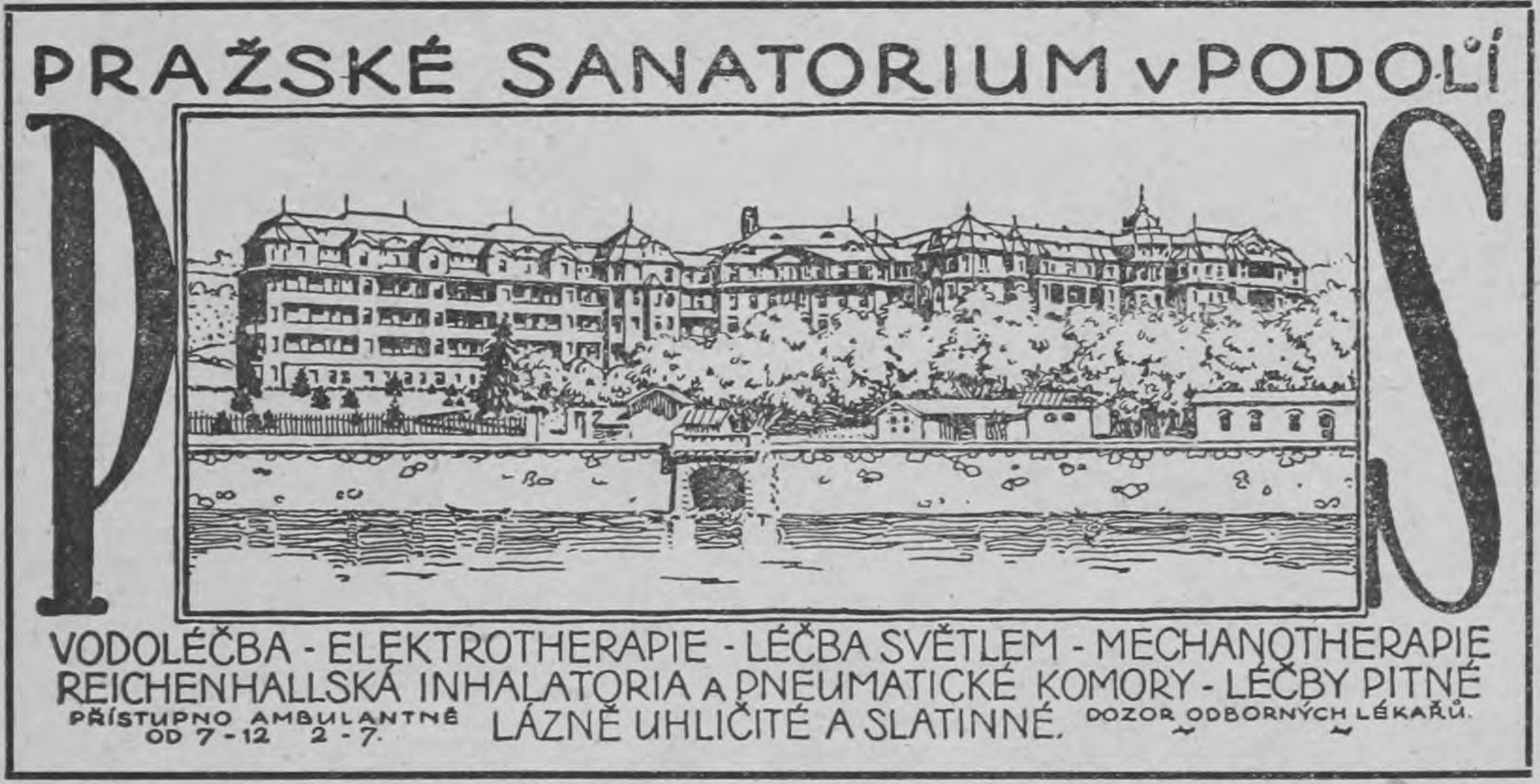
Pražské sanatorium v Podolí, reklama v magazínu Český svět z roku 1917.

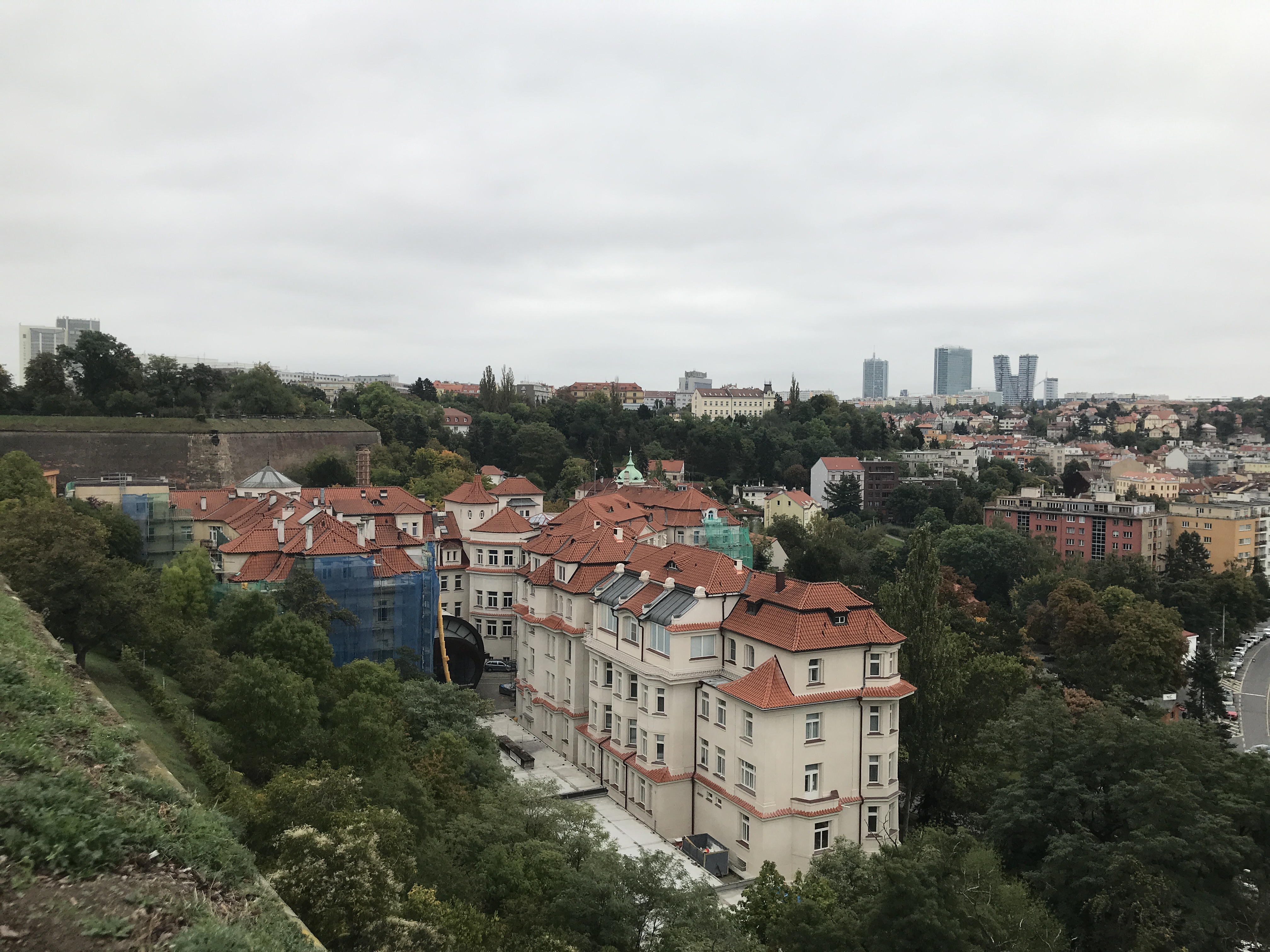
Komplex po rekonstrukci při pohledu z Vyšehradu

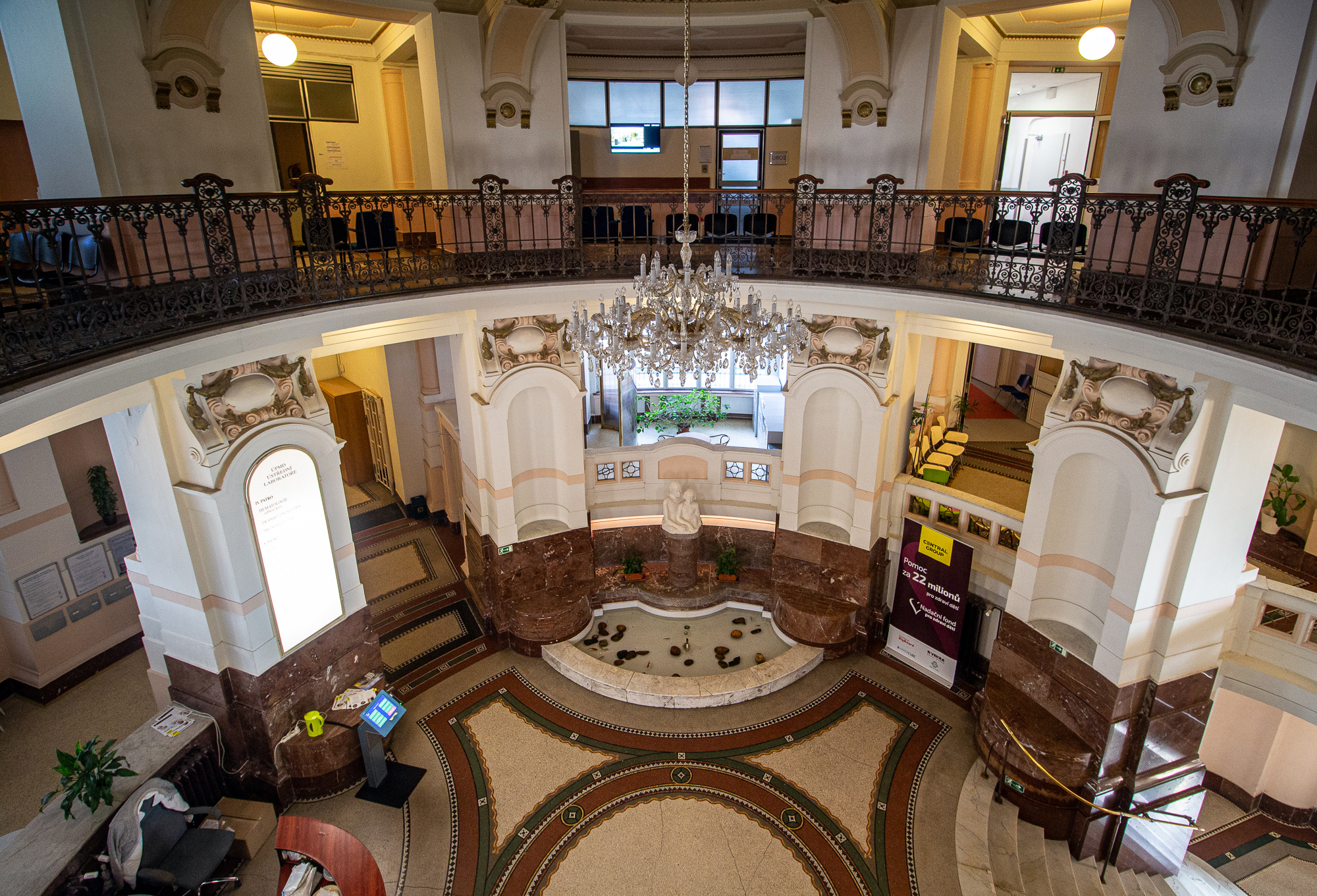
Vstupní hala v hlavní budově

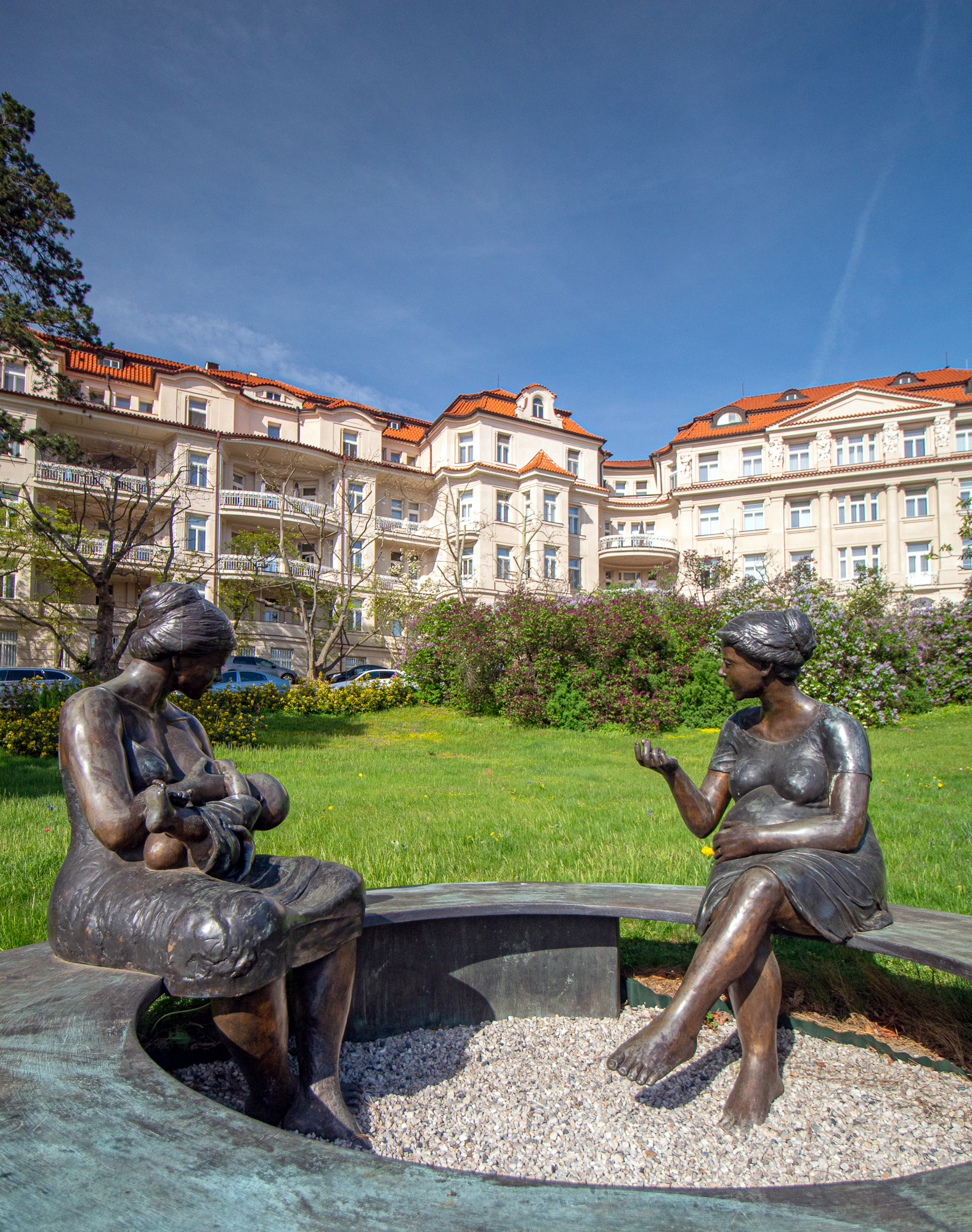
Lavička nekonečna sochařky Lea Vivot

Ústav původně sídlil v komplexu pěti budov, které byly vystaveny na popud profesora Rudolfa Jedličky. Ten přišel s nápadem na výstavbu moderního ústavu, tzv. Pražského sanatoria, určeného převážně pro bohatší klientelu, v roce 1909. Plán výstavby komplexu pěti honosných budov byl na svou dobu značně finančně nákladný, a tak pro získání potřebných financí bylo předními českými lékaři založeno zájmové sdružení Pražské sanatorium akciová společnost. Budovu navrhl architekt Rudolf Kříženecký jako komplex navzájem propojených pěti budov sloužící jako zdravotnicko-hotelové zařízení. Dobový architektonický návrh počítal s odbornými ústavy, operačními sály, salónní síní na vodoléčbu a uhličitými, hydroelektrickými a slatinnými lázněmi. Tehdejší návrh byl značně promyšlený a počítal s orientací pokojů na jih, kdežto operačních sálů na sever. S výstavbou se započalo v roce 1910 po zprovoznění vyšehradského tunelu a navazujících nábřežních komunikací. Ústav byl dostavěn roku 1914 krátce před vypuknutím první světové války. Oficiálně se brány sanatoria otevřely 28. června 1914. Po vypuknutí války hrozilo, že sanatorium bude změněno na vojenský lazaret. K dočasnému lazaretu pod patronací Červeného kříže byly nabídnuty společenské prostory. Po skončení války se ústav navrátil ke svému původnímu určení a v této době patřil mezi přední zdravotnická zařízení v Evropě. Po válce se v komplexu budov nacházela II. chirurgická a II. gynekologická klinika a oddělení rentgenové diagnostiky a fyzikální terapie, oddělení ortopedické a od roku 1925 i oddělení porodnické.
Během druhé světové války byl areál budov zkonfiskován německou okupační správou, a tak opět začal sloužit jako vojenská ozdravovna pro příslušníky jednotek SS. Na konci druhé světové války v rámci pražského povstání byla část komplexu poničena dělostřeleckou palbou. Po ukončení druhé světové války sloužil areál nakrátko jako léčebna pro nemocné tuberkulózou, kteří se vrátili z koncentračních táborů. Zákonem ze dne 23. prosince 1946 došlo k vyvlastnění areálu budov a k jejich převodu do správy Ministerstva školství a osvěty s ohledem na záměr zřídit v areálu zdravotnické zařízení zaměřující se na péči o matky a jejich děti. Po rekonstrukci, která proběhla v roce 1948, byly budovy přiděleny III. gynekologicko-porodnické klinice prof. Jiřího Trapla a Kojenecké klinice.

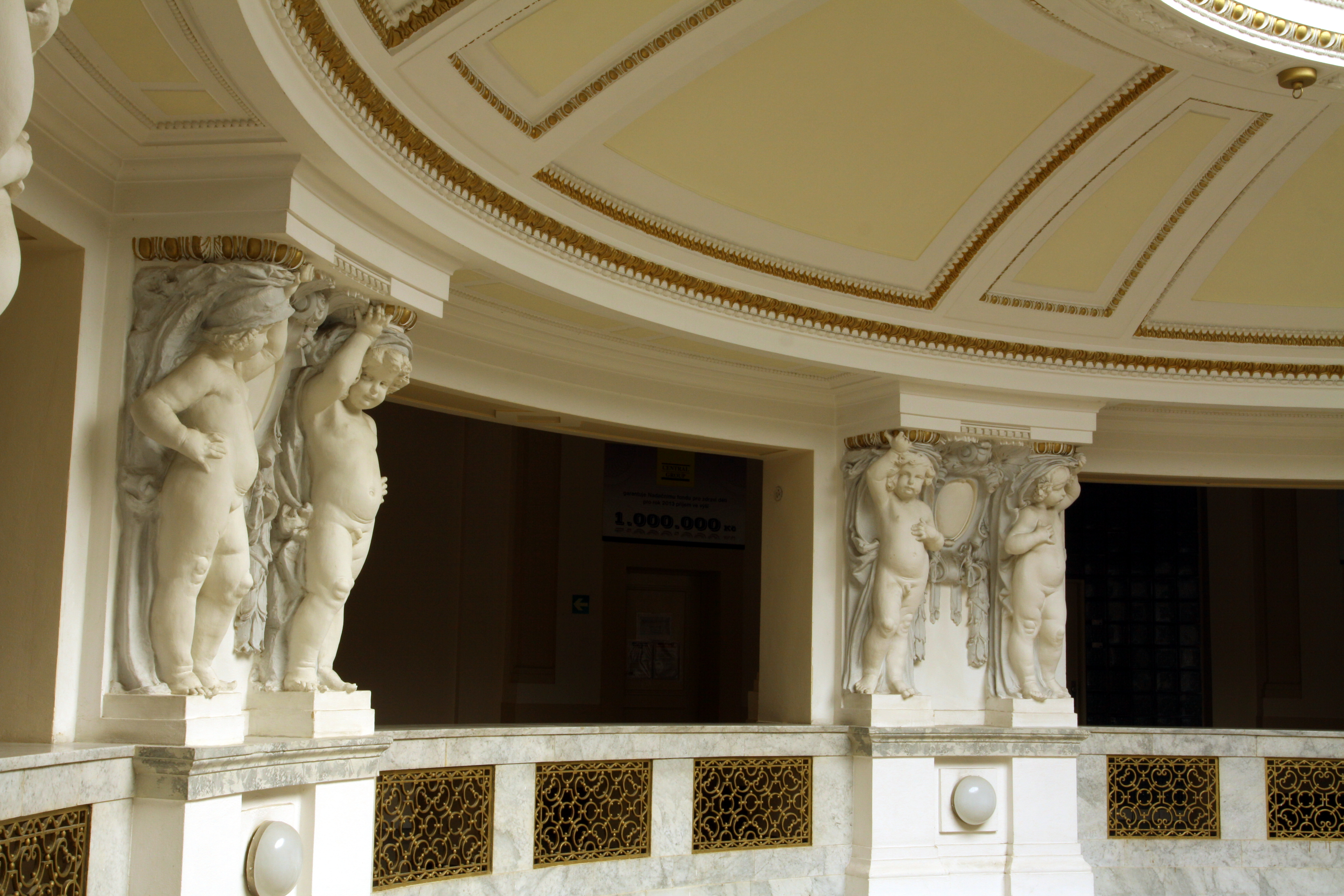
Pohled na uměleckou výzdobu kopule ve vstupní části komplexu budov

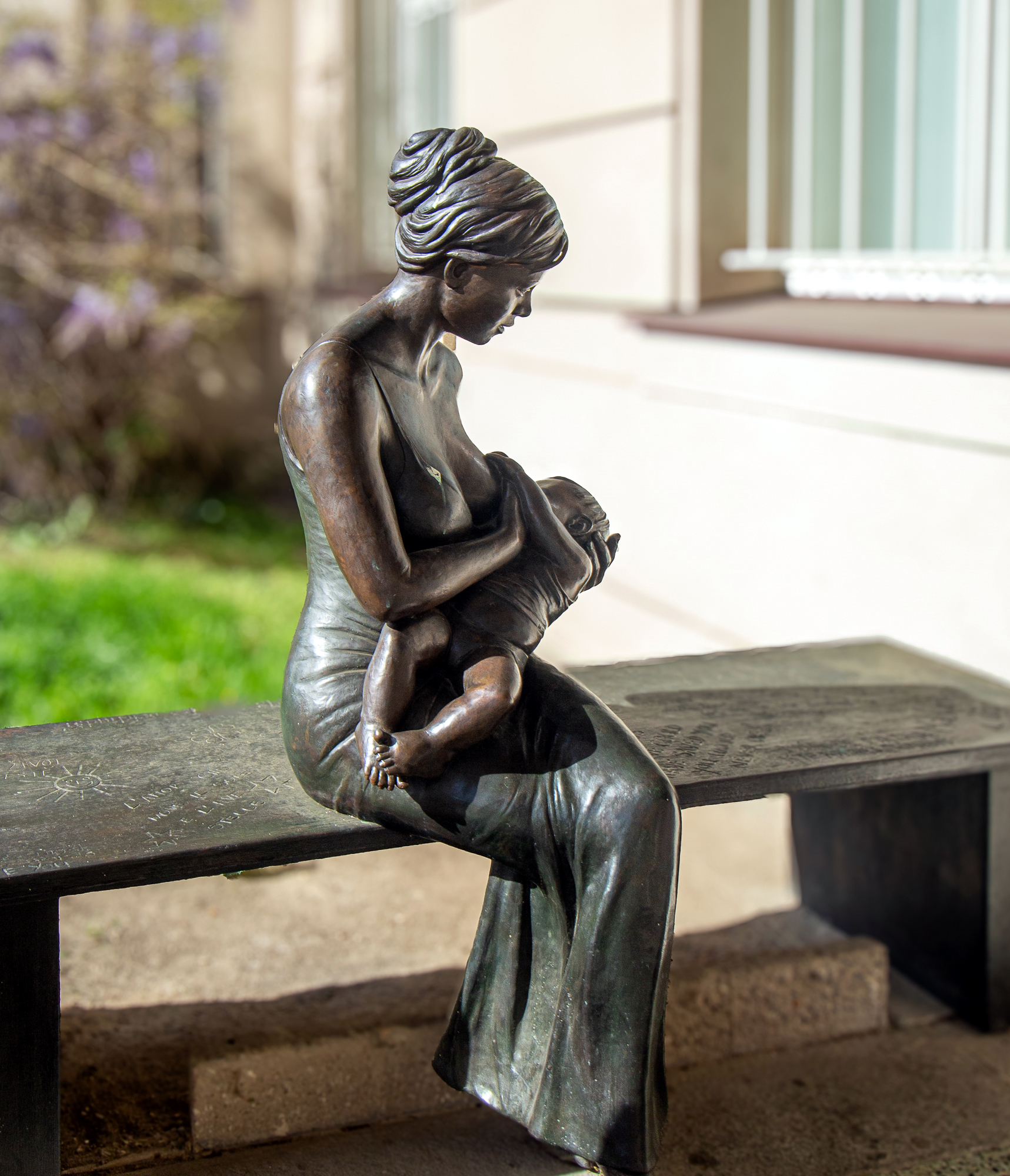
Socha Mateřství autorky Ley Vivot před vstupem do budovy

Vyhláškou tehdejšího Ministerstva zdravotnictví číslo 77 ú. 1 ze dne 31. ledna 1951 došlo k založení výzkumného zdravotnického Ústavu pro péči o matku a dítě spojením III. gynekologicko-porodnické kliniky a Kliniky péče o kojence. Cílem tohoto kroku bylo propojit lékařskou péči na úrovni gynekologie a pediatrie, k čemuž došlo na území Československa poprvé. Vyhláška vstoupila v platnost 1. března 1951, kdy byl komplex budov vyjmut ze správy Státní fakultní nemocnice a stal se rezortním ústavem Ministerstva zdravotnictví. Prvním ředitelem Ústavu pro péči o matku a dítě byl MUDr. Jiří Trapl. V 50. letech se v porodnici rodilo více než 3000 dětí ročně.
Později došlo k rozšíření areálu, když byla přičleněna sousední nemovitost Neumanka. V roce 2005 byl ke komplexu budov přičleněn nově vybudovaný monoblok částečně zapuštěný do vyšehradské skály. V monobloku se nachází tři porodní sály a osm porodních pokojů. Od roku 2012 existuje v rámci ústavu specializované Centrum fetální medicíny umožňující operace nenarozených dětí v těle matky. Vzniklo s podporou operačního programu Praha pro konkurenceschopnost placeného z Evropského fondu pro regionální rozvoj.

### Porodnost
V 80. letech 20. století se v ústavu začalo provádět umělé oplodnění. Od začátku druhého tisíciletí se podařilo navýšit počet porodů o téměř 110 % a počet ošetřených novorozenců zaznamenal 75% nárůst (vztaženo k roku 2014). V roce 2012 se v porodnici ústavu proběhlo 5189 porodů. V roce 2013 pak došlo k 5% nárůstu, když se narodilo 5330 dětí, z toho 162 bylo dvojčat, 2 trojčata a jedna přirozeně počatá paterčata. Jednalo se o první narozená paterčata na území Česka vůbec. Ze všech narozených dětí v Ústavu pro péči o matku a dítě připadá v průměru 500 novorozenců s porodní váhou pod 2500 g a 135 novorozenců s porodní váhou pod 1500 g.

## Struktura
Ústav pro péči o matku a dítě je zdravotnické a výzkumné pracoviště, na kterém se provádí základní a klinický výzkum. Spolupodílí se tak na klinickém hodnocení léčiv Řadí se mezi jedno z dvanácti perinatologických center v Česku. Spádová oblast pro ústav je primárně území hlavního města Prahy a středočeského kraje.
V rámci ústavu pracuje přibližně 680 zaměstnanců (údaj k roku 2013), z čehož přibližně 14 % jsou muži a 86 % ženy.

### Centra ústavu
K roku 2013 je ústav tvořen těmito centry:
- Centrum pro trofoblastickou nemoc
- Perinatologické centrum
- Onkogynekologické centrum
- Centrum asistované reprodukce
- Centrum fetální medicíny

### Útvary ústavu
- Útvar ošetřovatelské péče
- Útvar léčebně preventivní péče
- Útvar vědy a výzkumu
- Technický útvar
- Útvar výuky a vzdělávání
- Obchodní útvar
- Ekonomický útvar

## Spolupráce
Ústav pro péči o matku a dítě spolupracuje s celou řadou českých i zahraničních organizací. Na poli vyššího vzdělávání spolupracuje s 3. lékařskou fakultou Univerzity Karlovy a Institutem postgraduálního vzdělávání ve zdravotnictví. Dále se Světovou zdravotnickou organizací (WHO), pro kterou představuje místní centrum pro perinatologii.
Ústav má uzavřené smlouvy s těmito zdravotními pojišťovnami: Všeobecná zdravotní pojišťovna, Vojenská zdravotní pojišťovna, Oborová zdravotní pojišťovna, Zaměstnanecká zdravotní pojišťovna Škoda, Zdravotní pojišťovna Ministerstva vnitra, Česká průmyslová zdravotní pojišťovna a Revírní bratrská pokladna.

## Kritika
Nejvyšší kontrolní úřad shledal v rámci svého šetření pochybení v inventarizaci hmotného a nehmotného majetku mezi lety 2007 a 2008.